# Ліліан Воган Морган
Ліліан Воган Морган (англ. Lilian Vaughan Morgan), до шлюбу Семпсон (англ. Sampson; 7 липня 1870 р. — 6 грудня 1952 р.) — американська експериментальна біологиня, яка зробила значний внесок у генетику дрозофіли (Drosophila melanogaster), закріпивши її статус одної з найпотужніших модельних систем у біології. Займалася науковою просвітою, співзаснувала Дитячу наукову школу у Вудс Голі, штат Массачусетс.

## Життєпис
Ліліан Семпсон народилася в 1870 році в місті Галловелл, штат Мен. Вона осиротіла у три роки, коли її батьки й молодша сестра померли від туберкульозу. Після смерті батьків її та її старшу сестру Едіт виховували бабуся й дідусь по материнській лінії, що жили в Германтауні, штат Пенсильванія.
У 1887 році Семпсон вступила до коледжу Брін Мар. Вона вивчала біологію, а її науковою наставницею була Марта Кейрі Томас. Закінчивши навчання з відзнакою в 1891 році, вона провела літо в Морській біологічній лабораторії у Вудс Гол, штат Массачусетс, де Едмунд Бічер Вілсон, один з її колишніх викладачів зоології, познайомив її з її майбутнім науковим керівником Томасом Гантом Морганом.
Восени 1891 року європейська стипендія для кращого випускника класу дозволила Семптон поїхати до Європи і вивчити мускулатуру хітонів в Цюріхському університеті разом з Арнольдом Лангом, порівняльним анатомом і студентом Ернста Геккеля. Семпсон повернулася до Брін Мар в 1892 році, де здобула магістерський ступінь з галузі в 1894 році. Після закінчення університету вона опублікувала свою роботу про мускулатуру хітонів, повернулася до Woods Hole як незалежна дослідниця і провела 7 років, досліджуючи селекцію, розвиток і ембріологію земноводних.
У 1904 році 34-річна Семпсон одружилася з Морганом і переїхала до Нью-Йорка, де почала працювати в Колумбійському університеті. Наступного літа вони переїхали до Каліфорнії, де вона досліджувала й опублікувала роботу з планарної регенерації в Морській лабораторії Стенфорду. 
Її наступна стаття з'явилася, однак, лише через 16 років, протягом яких вона підтримувала кар'єру чоловіка і виховувала чотирьох дітей: Говарда Кея Моргана (нар. 1906); Едіт Семпсон Морган (нар. 1907); Ліліан Воган Морган (нар. 1910); та Ізабеллу Меррік Морган (нар. 1911). Дослідники Shine і Wrobel (1976) відзначають, що одним з ключових факторів успіху Томаса Ганта Моргана було те, що Ліліан Морган повністю опікувалася його особистими справами, що дало йому змогу зосередитися на своїх дослідженнях.
Сім'я переїздила на зиму до Нью-Йорка, а влітку поверталася у Вудс Гол, де вони мали літній будиночок для дітей, рідні та аспірантів її чоловіка. Ліліан Морган роками підтримувала лад у цьому будинку, зрештою обладнавши його для наукових занять з дітьми. У 1913 році Морган разом з кількома іншими жінками заснувала Літню школу-клуб у Вудс Гол, нині відому як Дитяча наукова школа, і була першою головою цієї школи і Головою Наукового комітету в 1914 році. Вона віддавала перевагу заняттям з дітьми на свіжому повітрі, де вони проводили експерименти й вели наукові обговорення.
Коли її діти стали достатньо дорослими, Морган повернулася до лабораторних досліджень, вивчаючи генетику дрозофіл. Її чоловік відмовився працювати разом із нею; натомість він виділив їй робоче місце у своїй лабораторії в Колумбійському університеті, де вона вирощувала власні лінії Drosophila і не мала офіційної посади. Її чоловік та інші вчені-чоловіки не сприймали її присутність в лабораторії, де панувала атмосфера, «схожа на ексклюзивний чоловічий клуб». Ймовірно, Морган почувалася в певній ізоляції, адже вона була старшою за решту жінок і була не надто компанійською чи балакучою, як згадує Альфред Стертевант. Оскільки в неї не було офіційної посади, вона ніколи не відвідувала наукові зібрання й ніколи не виступала з доповідями на конференціях. Всі ці обставини, однак, не завадили Ліліан Морган зробити відкриття щодо генетики дрозофіл.

## Список публікацій
- Sampson, LV 1894. Die Muskulatur von Chiton. Jenaischen Zeitschrift für Naturwissenschaft 28: 460—468.
- Sampson, LV 1895. Мускулатура хітону. Journal of Morphology 11: 595—628.
- Sampson, LV 1900. Незвичайні режими розмноження і розвитку серед анури. Amer. Натураліст 34: 687—715.
- Sampson, LV 1904. Внесок у ембріологію Hylodes martinicensis. Araer. J. Anat. 3: 473—504.
- Морган, LV 1905. Неповна передня регенерація при відсутності мозку в Leploplana litloralis. Biol. Бик. 9: 187—193.
- Морган, LV 1906. Регенерація щеплених частин планар. J. Exp. Zool. 3: 269—294.
- Морган, LV 1922. Неперехресне успадкування у Drosophila melanogaster. Biol. Бик. 42: 267—274.
- Морган, LV 1925. Поліплоїдія у Drosophila melanogaster з двома прикріпленими Х-хромосомами « Genetics 10: 148—178».
- Морган, LV 1926. Кореляція між формою і поведінкою хромосоми " Proc. Natl. Акад. Sci 12: 180—181.
- Морган, LV 1929. Композити Drosophila melanogaster. Carnegie Inst. Wash. Публ. № 399: 225—296.
- Морган, LV 1931. Доказ того, що бар змінюється на notbar нерівним перехрестям " Proc. Natl. Акад. Sci 17: 270—272.
- Морган, LV 1933. Закрита Х-хромосома у Drosophila melanogaster « Genetics 18: 250—283».
- Morgan, LV 1938a. Походження прикріплених Х-хромосом у Drosophila melanogaster і виникнення недиз'юнкції Х у чоловіка. Amer. Naturalist 72: 434—446.
- Morgan, LV 1938b. Ефекти сполучення дублювання Х-хромосоми Drosophila melanogaster « Genetics 23: 423—462».
- Морган, LV 1939. Спонтанний соматичний обмін між неомологічними хромосомами в Drosophila melanogaster « Genetics 24: 747—752».
- Морган, LV 1947. Змінна фенотип, пов'язаний з четвертою хромосомою Drosophila melanogaster і ураженої гетерохроматином « Genetics 32: 200—219».
- Морган, TH, H. Redfield, і LV Morgan. 1943. Обслуговування центру запасу дрозофіли, у зв'язку з дослідженнями на зародковий матеріал по відношенню до спадковості. Carnegie Inst. Ванна. Yearbk. 42: 171—174.
- Морган, TH, AH Sturtevant і LV Morgan. 1945. Обслуговування центру запасу дрозофіли, у зв'язку з дослідженнями на зародковий матеріал по відношенню до спадковості. Carnegie Inst. Ванна. Yearbk. 44: 157—160.